# PIAS Recordings
[PIAS] Recordings is een internationale platendistributeur, onderdeel van de groep Universal.
[PIAS] Recordings werd in 1983 opgericht in België door Kenny Gates en Michel Lambot onder de naam Play It Again Sam!, later afgekort naar PIAS. Het label richtte zich eerst op de distributie van geïmporteerde platen in België, maar zag al snel mogelijkheden om zich ook te vestigen in andere Europese landen. PIAS heeft inmiddels kantoren in België, Nederland, het Verenigd Koninkrijk, Duitsland, Frankrijk, Spanje, Oostenrijk en de Verenigde Staten.
PIAS startte in 1990 een afdeling in Hilversum op die de marketing, promotie en distributie in Nederland verzorgd van tientallen labels en artiesten als The Prodigy (XL Recordings/Cooking Vinyl), Tom Waits (Anti/Epitaph), Soulwax (PIAS Recordings) en Les Rhythmes Digitales (Wall of Sound). Ze hebben ook een overeenkomst getekend met het Belgische Hooverphonic, Melanie De Biasio, Blanche en Bobbejaan Schoepen. Ook hadden ze Jeff Bodart onder contract, tot hij in 2008 overleed. 
PIAS is ook actief in de Vlaamse en Nederlandse comedy, met dvd-uitgaven van onder anderen Hans Teeuwen, Wouter Deprez, Alex Agnew, Gunter Lamoot en Theo Maassen.
In 2021 nam Universal een belang van 49% in PIAS en in 2024 werden de resterende aandelen verworven. Op dat moment had het label wereldwijd ongeveer 60 kantoren en 300 werknemers.